# Vettor Grimani Calergi
Vettor Grimani Calergi (Venetië, 21 september 1610 – aldaar, 25 oktober 1655) was een abt in de republiek Venetië. Hij was meer bekend en berucht door zijn knokploeg met wie hij geweld pleegde, overvallen deed en vrouwen belaagde. Het Venetiaanse gerecht had geen greep op de abt.

## Levensloop

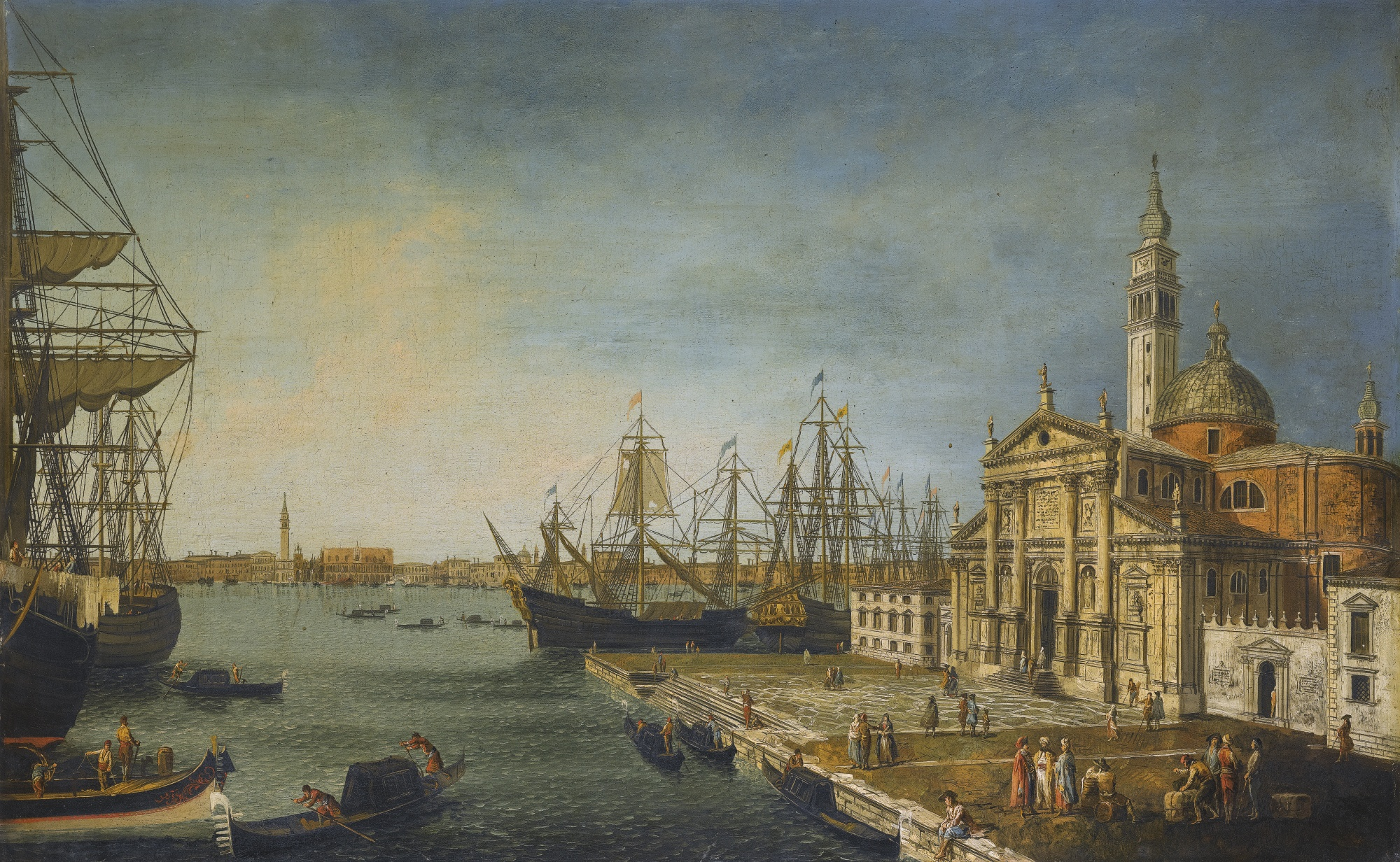
Venetië in de 17e eeuw

Grimani groeide op in de gegoede patriciërsfamilie Grimani; zijn ouders waren Pietro Grimani en Marina Calergi. Hij droeg de naam van beide ouders. Reeds op jonge leeftijd leidden zijn ouders hem naar een carrière in de Roomse Kerk. Hij geraakte niet verder dan de lagere wijdingen. Via verwante prelaten slaagde hij erin zich titulair abt te laten benoemen in vier abdijen in de republiek. Hij genoot van prebenden of rentes die de abdijen hem jaarlijks uitbetaalden. 
De gebroeders-kardinalen Francesco Barberini en Antonio Barberini eigenden zich drie van de vier abdijen van Grimani toe. Ondanks een omwisseling waarbij Grimani kleinere abdijen kreeg, was hij ontevreden. Hij stuurde zijn knokploeg naar de abdijen en perste ze af met geweld; zodoende schonken de abdijen de prebenden van de twee kardinalen aan hem. Geterroriseerd door zijn bende liet het gerecht van Venetië begaan, niettegenstaande de twee kardinalen bij de doge orde op zaken eisten. In 1646 was er een schietpartij tussen de bende van de abt en een smokkelbende. Deze laatste smokkelde nochtans voor de abt via boten in de kanalen van Venetië. De Raad van Tien veroordeelde Grimani tot verbanning (1646). 
Grimani trok naar het buurland Mantua, waar hertog Karel II zich persoonlijk garant stelde dat Grimani aan niets ontbrak. Vanuit Mantua stuurde abt Grimani zijn bende op rooftocht in de republiek Venetië. 
Circa 1650 mocht Grimani naar Venetië terugkeren nadat hij een geldsom aan de republiek gestort had; met dit bedrag konden 200 infanteristen hun maandsoldij ontvangen. De republiek was namelijk in geldnood door de zesde Ottomaans-Venetiaanse oorlog, ook bekend als de Kretenzische oorlog. In 1651 bereikt het geweld van Grimani’s knokploeg een hoogtepunt: een schietpartij vanuit gondels gevolgd door een gevecht met de knokploeg van een edelman. De Raad van Tien veroordeelde Grimani tot vijf jaar gevangenisstraf. Diezelfde dag bevrijdden zijn broers Pietro en Giovanni hem tijdens een zware schietpartij uit de gevangenis nabij de Ponte della Paglia. Grimani verdween even uit beeld in Venetië. Doch een jaar later, in 1652, martelde Grimani een dienstmeisje van Elena Bassanello om te weten waar deze dame zich voor hem verstopte. De Raad van Tien veroordeelde Grimani tot huisarrest in het paleis van zijn familie. Grimani hield zich niet aan het huisarrest. Hij provoceerde de Raad van Tien door het theater Santi Giovanni e Paolo te bezoeken met zijn lijfwachten - het theater was Grimani’s eigendom -. 
De Raad van Tien stuurde Grimani in ballingschap (1651) naar Korfoe, een Venetiaanse kolonie. Grimani nam eenmaal aangekomen, de boot terug naar Venetië. 
Na de zoveelste schietpartij namen Grimani en zijn broers de vlucht naar het hertogdom Mantua; hun goederen in Venetië werden aangeslagen (1659). 
Een tweede maal kon Grimani zijn ballingschap afkopen door de soldij van een legereenheid te bekostigen (1661). Grimani leefde in het paleis van zijn familie in Venetië, waar hij in 1663 een nicht vergiftigde; deze dame had haar toevlucht gezocht bij Grimani nadat ze betrapt was op overspel in een kerk in Venetië. Abt Grimani, ondertussen 45 jaar, stierf in zijn paleis in 1665.